# خالد بن الوليد بن طلال
الأمير خالد بن الوليد بن طلال بن عبد العزيز آل سعود (مواليد 21 أبريل 1978) هو رجل أعمال ومستثمر سعودي. نجل الوليد بن طلال بن عبد العزيز آل سعود والأميرة دلال بنت سعود بن عبد العزيز آل سعود. وهو أحد أفراد العائلة المالكة في المملكة العربية السعودية.

## النشأة وتعليمه
نشأ خالد في العاصمة الرياض. في سن 14، عانى من إصابة في جمجمته أثناء حادث تزلج على الجليد في فرنسا، لكنه في النهاية تعافى بالكامل. حصل على ماجستير في إدارة الأعمال سنة 2000 من جامعة نيو هيفن، قبل الذهاب للعمل في شركة سيتي غروب.

## مسيرته
هو المؤسس والرئيس التنفيذي لشركة «كي بي دبليو فينتشرز» (KBW) منذ 2014، ومؤسس ورئيس مجلس إدارة «مجموعة كي بي دبليو للاستثمار» منذ 2013، ورئيس مجلس إدارة كلًا من «شركة كريستمونت كابيتال» منذ 2017، وشركة "Arcadia Engineering" منذ 2014، وشركة "Raimondi" منذ 2014، و"Mobile Innovative Solutions Company "MISC منذ 2007، و«شركة ليفانت لإدارة الاستثمار» منذ 2005، ورئيس مجلس أمناء «المنتدى السعودي للأبنية الخضراء» منذ 2015.
كما أنه رئيس «الاتحاد السعودي للرياضة الجميع» منذ 2019، ونائب رئيس مجلس إدارة «شركة أراد» منذ 2016، وشريك في كل من شركة «سانام القابضة» منذ 2014، وشركة «تكنوبوفالو» منذ 2010.
شغل عدة مناصب، منها: مساعد إداري في «شركة المملكة القابضة» بين 2000 و2005، وشريك في «سيتي غروب» بين 2000 و2001.
في عام 2018، أعلن خالد عن خطط لفتح سلسلة من 30 مطعمًا نباتيًا في الشرق الأوسط.

## حياته الشخصية
في التسعينيات، كان خالد معروفًا بثروته ومجموعة واسعة من 200 سيارة فاخرة. بعد مشاركته في مسابقة الصيد (Trophy hunting) في جنوب إفريقيا، لم يتقبل هذا النمط من الهوايات، ووصف ذلك بـ«العمل الجبان»، ليعتمد بعد ذلك على أسلوب حياة متقشّفة، وأصبح في نهاية المطاف نباتيًا، وتخلص من عدد من سياراته. تم وصفه على أنه خبير بيئي ودعا إلى إلغاء حدائق الحيوان، ويقال إنه يشتري تعويضات الكربون في سفره ويقود سيارة تيسلا موديل إكس.

## أسرته
كان متزوجاً من الأميرة منيرة بنت إبراهيم بن عبد العزيز العساف، وله من البنات:
- الأميرة جنى بنت خالد بن الوليد بن طلال بن عبد العزيز آل سعود.
- الأميرة مايا بنت خالد بن الوليد بن طلال بن عبد العزيز آل سعود.